# Oratorium van de Onbevlekte Ontvangenis

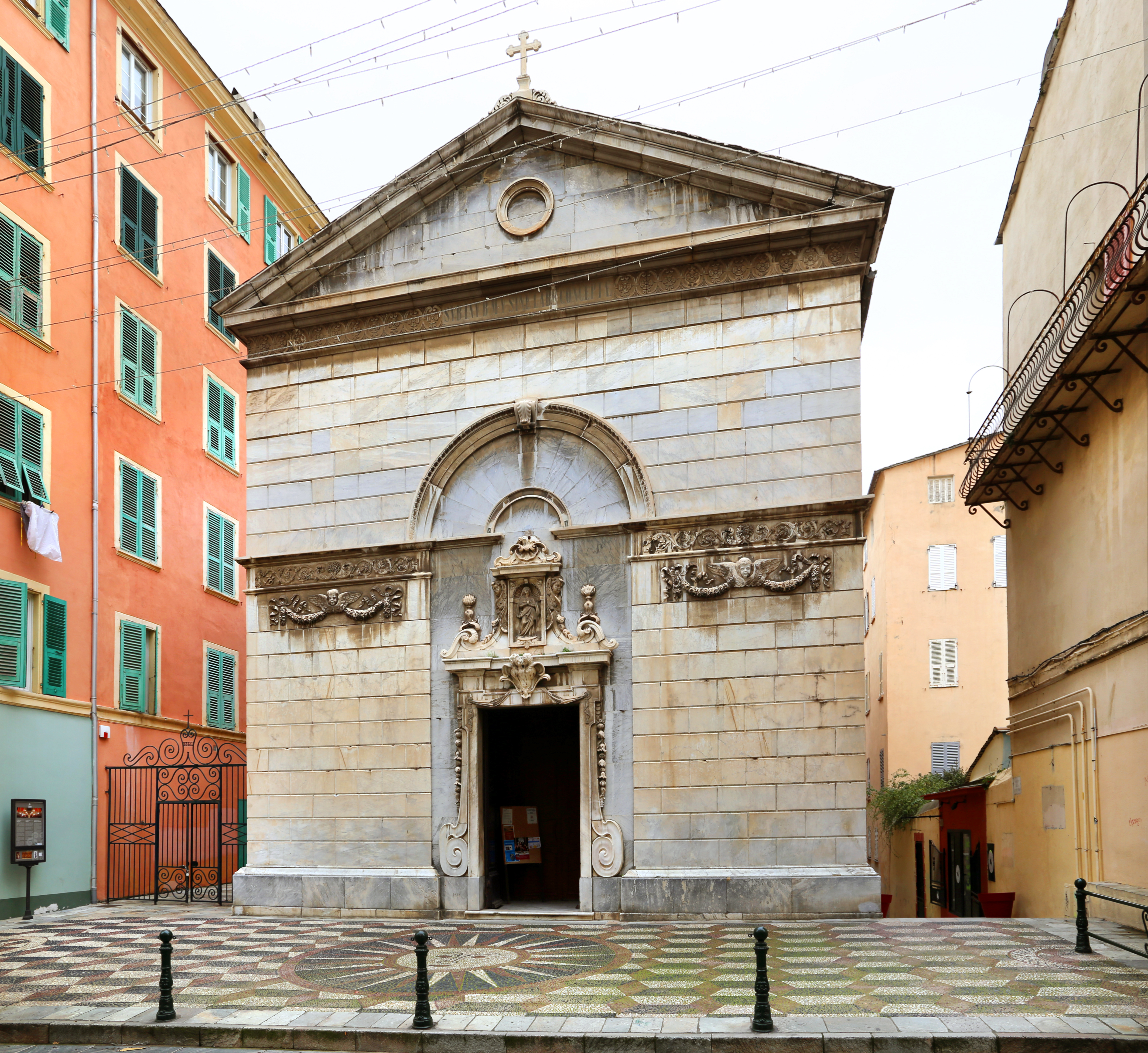
Façade, die zijn bekleding met marmeren platen kreeg in 1859

Het Oratorium van de Onbevlekte Ontvangenis (Frans: L'oratoire de l'Immaculée Conception, Corsicaans: L'oratoriu di a Cuncezziò) is een barok gebedshuis in de rue Napoléon in Bastia op Corsica. Het is gebouwd in opdracht van de Broederschap van de Onbevlekte Ontvangenis die werd opgericht in 1588. Dit is een van de zowat 60 Corsicaanse broederschappen, katholieke lekenverenigingen met caritatief doel. Het oratorium werd gebouwd in 1609 en werd in latere eeuwen verschillende keren verbouwd. Het interieur is rijk versierd met kostbare stoffen. Het gewelf heeft schilderingen uit de 17e en 19e eeuw. Voor de ingang van het gebedshuis ligt een mozaïek dat de zon voorstelt.
Tijdens het kortstondige Anglo-Corsicaans Koninkrijk (1794-1796) deed het gebouw dienst als parlement.